# Міланський собор 355
Міланський собор (Медіоланський собор) — церковний собор, скликаний в Медіолані (Мілан) римським імператором Констанцієм II для вирішення суперечки між аріанами й ортодоксальними християнами. Точна дата собору невідома: найчастіше історики відносять його до 355 року, іноді — до 354 чи 356 року. Сучасна церква не визнає за Міланським собором статусу вселенського, а його рішення не мають канонічного значення.
На собор зібралось не більше сорока єпископів (і східних, і західних). Керівництво собором Констанцій доручив учням Арія Урсакію та Валенту. Під час відкриття Собору Дионісій Міланський запропонував усім присутнім підписати завчасно підготований текст Нікейського Символу віри, Валент обурився, почався скандал, який зупинила імператорська варта. Засідання Собору перенесли в імператорський палац.
На подальших засіданнях Собору потай за портьєрою був присутній імператор. Коли Афанасія Олександрійського, лідера захисників нікейського віросповідання, надумано звинуватили, й західна партія його захисників обурилась такими діями голови Собору, імператор вийшов та, погрожуючи єпископам мечем, вигукнув: «Моя воля — ось для вас канон». Подальші засідання собору стали актом політичної волі: Афанасія засудили, аріани здобули перемогу. Афанасій Олександрійський, а також його прибічники Євсевій Верцеллійський, Люцифер Калаританський і Дионісій Міланський були заслані. До папи Ліберія був відряджений посланець із вимогою підписати діяння Собору, проте папа зажадав проведення законного суду над Афанасієм, на що імператор пригрозив йому засланням і надав три дні на роздуми. Папа відмовився та був засланий до Фракії, до міста Веррії.